# Ceașcă

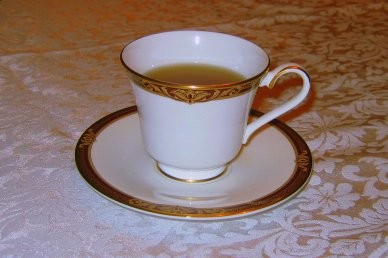
Ceaşcă

Ceașca (din Megl. cașcă. Pol. czaszka, din sl. čaša „vas”, cf. bg. čas(k)a, alb. tsatskë, ngr. τσάσϰα. – Der. ceașnic, s. m. (paharnic), din sl. čašinikŭ.)) este un vas folosit la consumarea băuturilor, mai ales calde, cum ar fi cafeaua, ceaiul, laptele ș.a. O ceașcă obișnuită are capacitatea de 50–250 ml.
Formele ceștilor variază de la un producător la altul. De obicei, aceasta reprezintă un trunchi de con, cu baza mică servind drept bază. Majoritatea ceștilor dispun de tortițe, dar se întâlnesc și fără.